# آرچیگوس
آرچیگوس (انگلیسی: Archegos) شرکت سرمایه‌گذاری آمریکایی است، که در سال ۲۰۱۳ تأسیس شد.